# Keith Stewartson
Keith Stewartson (* 20. September 1925 in Barnsley; † 7. Mai 1983 in London) war ein britischer angewandter Mathematiker.

## Leben
Stewartson wuchs als Sohn eines Bäckers in Billingham in der Grafschaft Durham auf. Er studierte mit einem Stipendium ab 1942 Mathematik am St Catharine’s College der University of Cambridge, unterbrochen vom Zweiten Weltkrieg, während dessen er an der Aerodynamik für das Zielen von Bomben und der Aerodynamik kompressibler Gase und Flüssigkeiten im Rahmen von Raketenforschung arbeitete. 1946 setzte er sein Studium in Cambridge fort und spezialisierte sich auf Hydrodynamik. 1949 erfolgte eine erste Veröffentlichung über Grenzschichttheorie im kompressiblen Fall und im selben Jahr wurde er bei Leslie Howarth promoviert. Danach war er Lecturer an der University of Bristol. 1953/54 war er am Caltech und wurde nach der Rückkehr Reader in Bristol. 1958 wurde er Professor an der University of Durham und 1964 am University College London. Er starb an den Folgen eines Herzanfalls.
Er befasste sich mit Hydrodynamik und Gasdynamik, zum Beispiel Grenzschichttheorie, Scherströmung, Magnetohydrodynamik, rotierende Flüssigkeiten. Stewartson arbeitete nicht nur analytisch, sondern benutzte auch früh numerische Computer-Methoden in der Hydrodynamik. Er veröffentlichte 186 wissenschaftliche Arbeiten. Er war seit 1953 verheiratet und hatte eine Tochter und zwei Söhne. Er spielte Klavier und war aktiv im Rudersport sowohl im Achter an der Universität als auch als Trainer.
1964 war er mit James Lighthill einer der Gründer des Institute of Mathematics and its Applications, mit Stewartson als Vizepräsidenten unter Lighthill. 1980 war er John von Neumann Lecturer. 1965 wurde er Fellow der Royal Society. 1969 wurde er Ehrendoktor der University of East Anglia.